# Stevanecz Antal

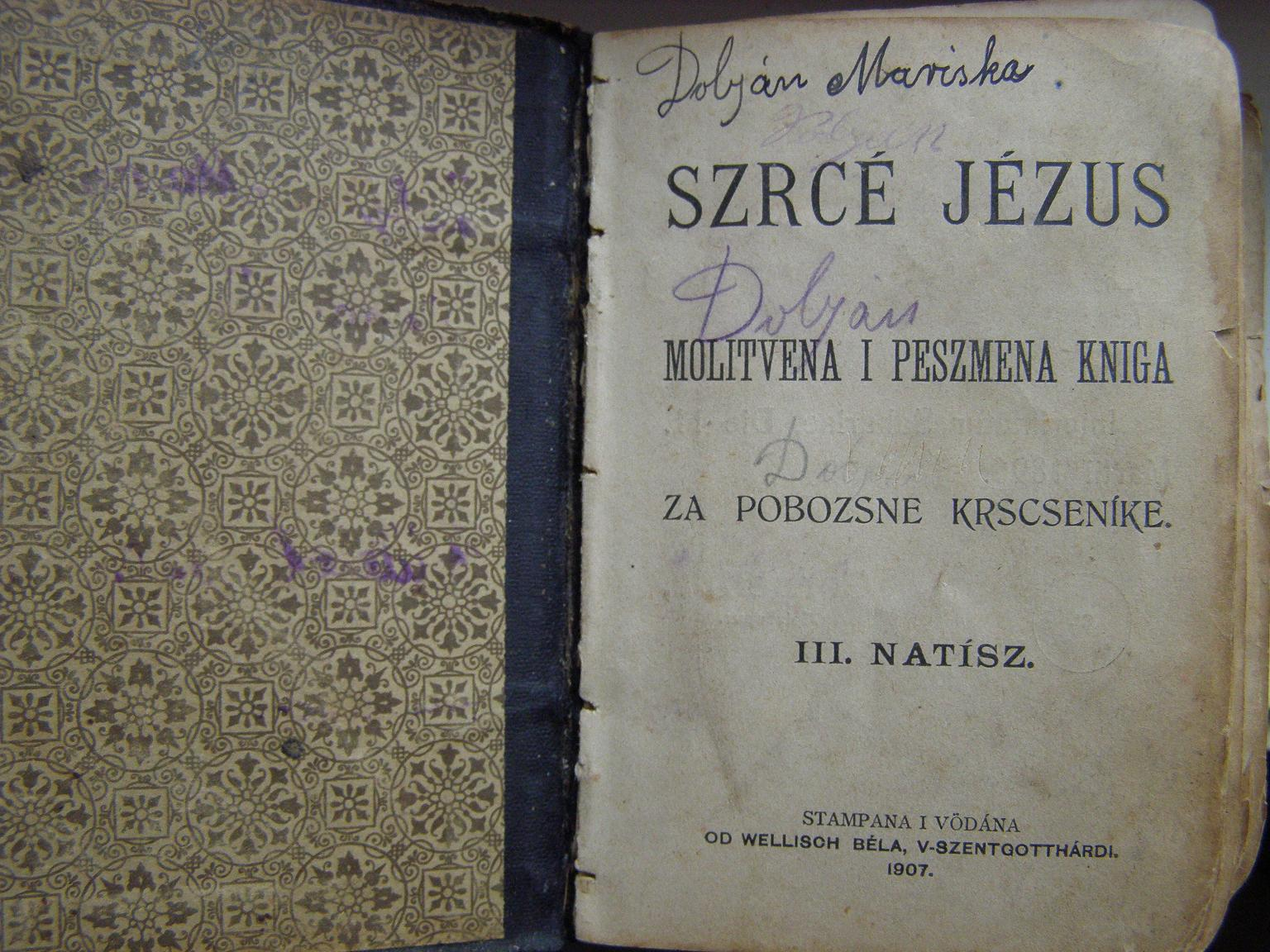
Stevanecz műve 1907-ben.

Stevanecz Antal néhol Stevanécz, Steffanecz (szlovénül Anton Števanecz) (Vancsavész, 1861. december 29. – Zalaháshágy, 1921. április 12.) magyarországi szlovén író, kántortanító.
A mai Ivánfalván (ma Vanča vas, Szlovénia) született, Csendlak mellett. Szülei Stevanécz (sic!) Mátyás és Rátnik Zsuzsanna voltak. Szüleit hamar elvesztette és a Kelcz-Adélffy árvaházba került. Kőszegen tanult 1874 és 1881 között. Tanári munkáját Somogyban kezdte Csurgón, ahol 1881-től 1884-ig tanított. 1884-ben visszakerült szülőhelyére és Tissinán volt tanár három évig, 1887-ben négy hónapot Hevesen, utána három évet Vashidegkúton. 1890-től 1898-ig Istvánfalván (Apátistvánfalva) dolgozott, ahol egyszerre volt a falu kántora és jegyzője.

1896-ban írta meg művét a Szrcé Jézust, amelynek kinyomtatását a püspökség engedélyezte. A Szrcé Jézus egyszerre templomi énekeskönyv, kalendárium és imakönyv, amely lényegében a régi martyánczi énekeskönyv kései utódai közé tartozik. A Szrcé Jézus még több kiadást élt meg.
Stevanecz azonban idővel konfliktusba került a község plébánosával és több elöljárójával, tekintettel arra, hogy italozó és hanyag magatartású ember volt. Tanári kötelezettségének nem tett eleget, ezért a falusi elöljárók nyomására 1898. január 30-án lemondott, és Zala vármegyében, Kerkakutason tanított tovább. 1900-ban megpróbált visszatérni Istvánfalvára ottani barátai segítségével, de ezt a pap, Fodor Károly megakadályozta.
Végső állomása 1901-től Zalaháshágy volt, ahol meghalt hatvanéves korában. Halála előtt nem sokkal, 1917-ben a Szombathelyi Egyházmegye betiltotta a Szrcé Jézust, amit tavaly jelentett meg Szentgotthárdon. A püspökség nem találta megfelelőnek tanítási szempontból a könyvet, valójában írójának rossz híre eredményezte a bevonást.

## Műve
- Szrcé Jézus molitvena in peszmena kniga. Za pobozsne krsczcenike (1896, 1901, 1907, 1913, 1916)